# Jean Jadot (calciatore)
Jean Jadot (Vottem, 2 aprile 1928 – Liegi, 14 novembre 2007) è stato un calciatore belga, di ruolo centrocampista.

## Carriera

### Club
Cresciuto nel Vottem ed in seguito bandiera dello Standard Liegi, chiude la carriera all'Ent. Jambes.

### Nazionale
Esordisce il 5 giugno del 1955 contro la Cecoslovacchia (1-3).